# أندرسون هنت
أندرسون هنت (5 مايو 1969 في الولايات المتحدة - ) (بالإنجليزية: Anderson Hunt)‏ هو لاعب كرة سلة أمريكي في مركز مدافع مسدد الهدف. لعب مع كواد سيتي ثندر ولاكروس كاتبيردز ‏.

## وصلات خارجية
- أندرسون هنت على موقع كرة السلة الأوروبية.كوم (الإنجليزية)
- أندرسون هنت على موقع كلية كرة السلة في سبورتس رفرنس.كوم (الإنجليزية)
- أندرسون هنت على موقع ريلجم (الإنجليزية)
- أندرسون هنت على موقع بروبوليرز (الإنجليزية)